# Templo del Cielo

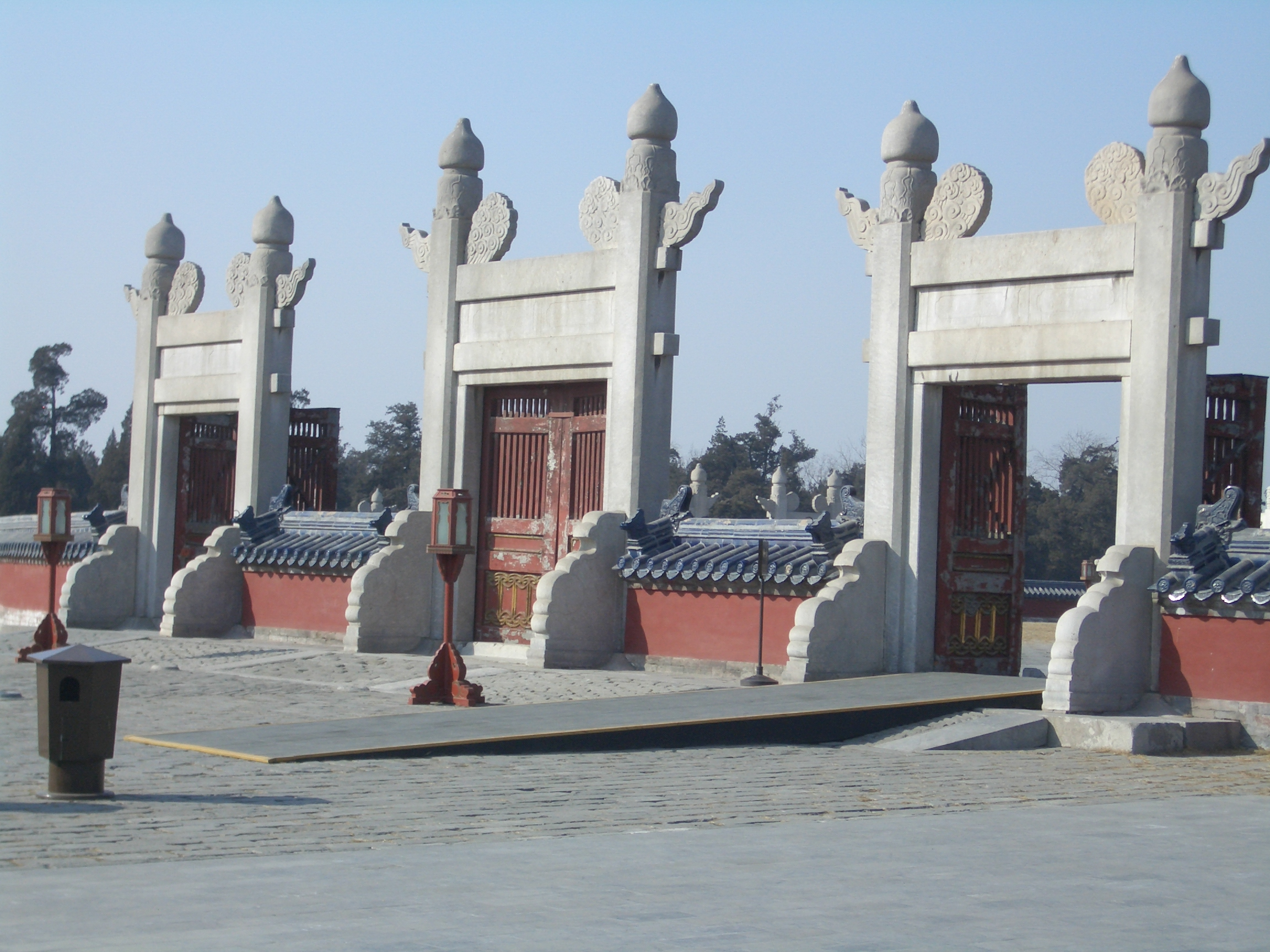
Puertas al templo.

El Templo del Cielo (en chino simplificado 天坛, pinyin Tian Tan) es el mayor templo de su clase en toda la República Popular de China. Fue construido en el año 1420 y tanto la dinastía Ming como la Qing lo utilizaron para adorar por las cosechas (en primavera) y dar las gracias al cielo por los frutos obtenidos (otoño). Desde el año 1998 está considerado como Patrimonio de la Humanidad por la Unesco.
Está situado en el parque Tiantan Gongyuan, al sur de la ciudad de Pekín. El Templo del Cielo es en realidad un conjunto de edificios: al norte se sitúa el Salón de Oración por la Buena Cosecha; al sur, el Altar Circular y la Bóveda Imperial del Cielo.
El conjunto está rodeado de una muralla interior y otra exterior formadas por una base rectangular que significa la tierra y rematadas con formas redondeadas para simbolizar el cielo. Las murallas dividen el recinto en dos zonas: la interior y la exterior.

## Oración por la Buena Cosecha

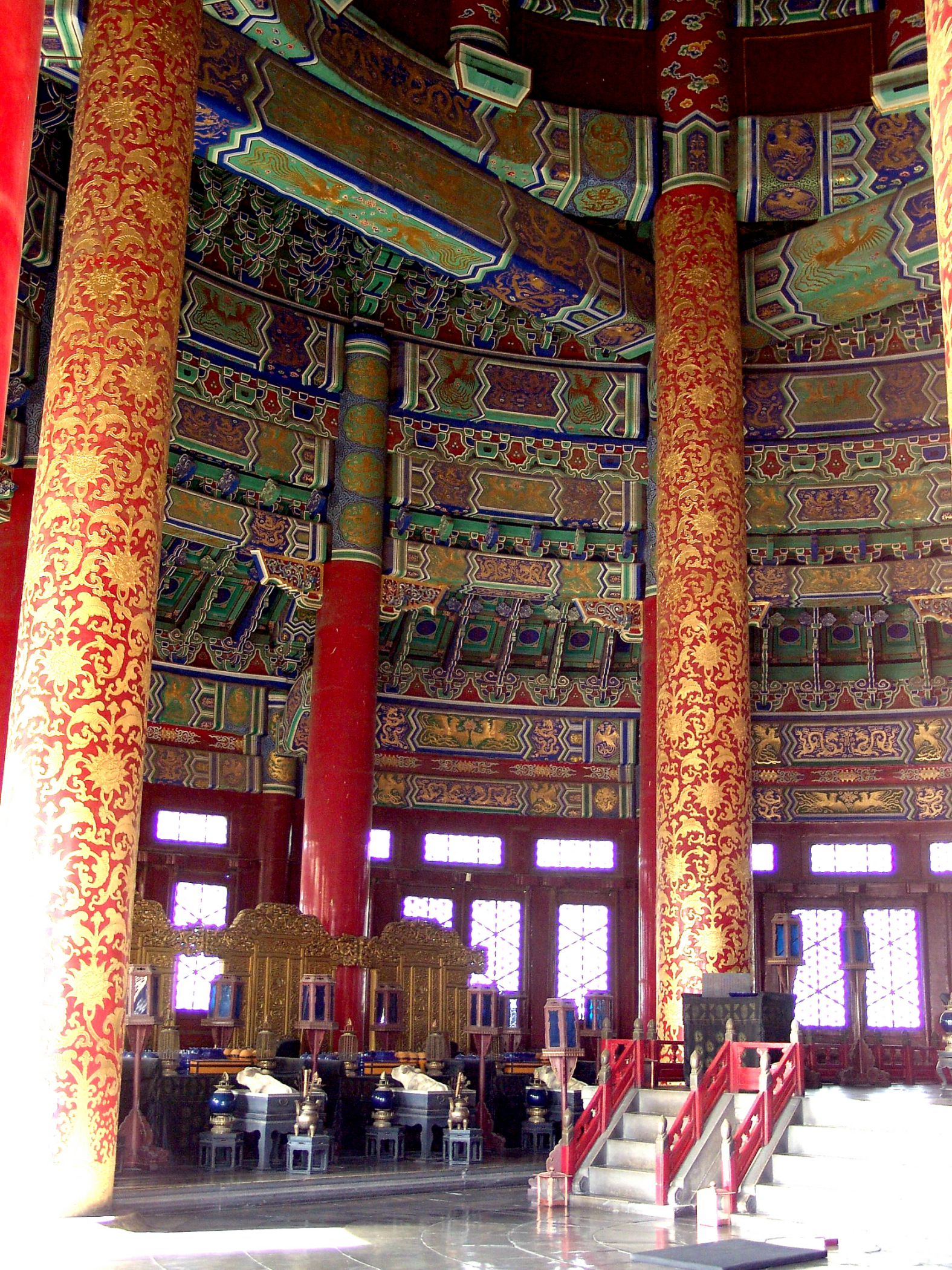
Interior de la Sala de la Oración por la Buena Cosecha.

Este templo con nombre chino Qi nian dian, es, tal vez, el edificio más conocido de todo el conjunto, y uno de los más representativos de la ciudad de Pekín. Se trata de un edificio circular, de un diámetro de 30 metros y una altura de 38 metros. Está construido sobre tres terrazas circulares de mármol blanco en forma de Mariana. El edificio se sostiene sobre 28 pilares de madera y muros de ladrillo.
El salón tiene un triple tejado construido con tejas de color azul y está rematado por una bola dorada en su cúpula. Este edificio fue pasto de las llamas en el año 1899 y reconstruido en el año 1900.

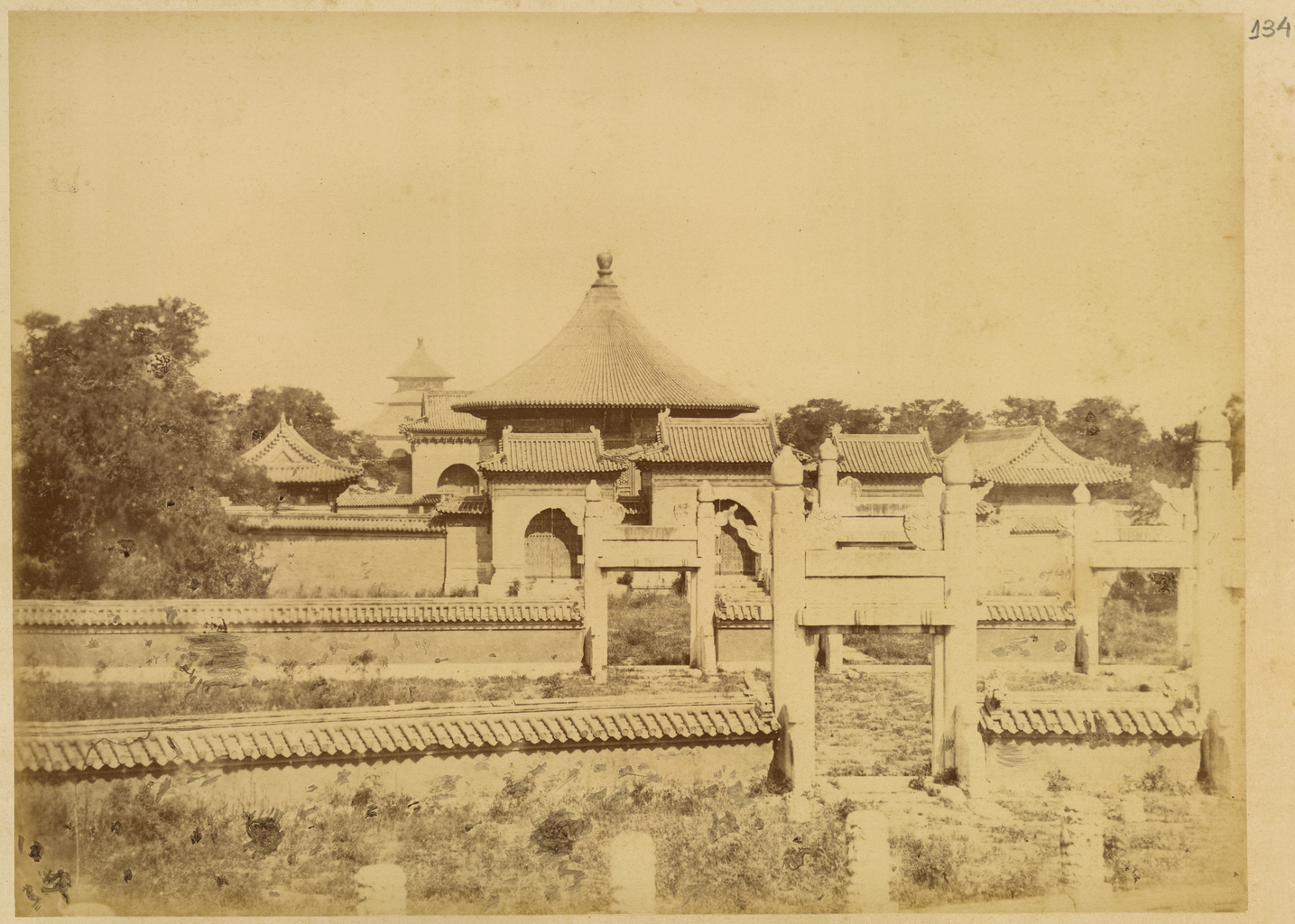
El complejo del Templo del Cielo (Tian Tan). Pekín, 1874

Situado al norte del gran recinto del Templo del Cielo, se trata de un palacete redondo, emplazado sobre una gran plataforma redondeada de tres niveles, con bellas barandillas, todo realizado en mármol blanco.
El edificio del Salón de Oración por la Buena Cosecha está construido totalmente en madera, con 28 enormes columnas en su interior. La disposición de estas columnas tiene una gran simbología. En los 32 metros de diámetro del edificio, se disponen las columnas en tres círculos concéntricos. En el círculo más interior, las cuatro columnas más grandes representan las cuatro estaciones del año, en el círculo intermedio hay otras 12 columnas, que representan los 12 meses del año, y en el círculo más externo otras 12 columnas más simbolizan las 12 horas del día.
La altura del edificio del Salón de Oración por la Buena Cosecha es de 33 metros, y su tejado redondo se dispone también en tres niveles. El edificio de la Bóveda Imperial del Cielo, que se encuentra también en el complejo del Templo del Cielo, tiene una disposición parecida, aunque de menores dimensiones y con un solo nivel en el tejado.

## Altar Circular
El altar circular o altar del cielo es una construcción abierta que enlaza con el Salón de la Oración por la Buena Cosecha mediante un camino de piedra y ladrillo de más de 350 metros de largo. Construido en 1530, el altar consta de tres terrazas concéntricas rodeadas de unas barandillas de mármol blanco.
Cada tramo de las escaleras que conducen a lo alto del altar están formadas por 9 peldaños ya que los chinos consideran el número 9 como el número de la buena suerte. La acústica especial del lugar permite que, si alguien habla desde el centro del altar, el sonido aumente y se escuche desde todos los ángulos.

## Bóveda Imperial del Cielo

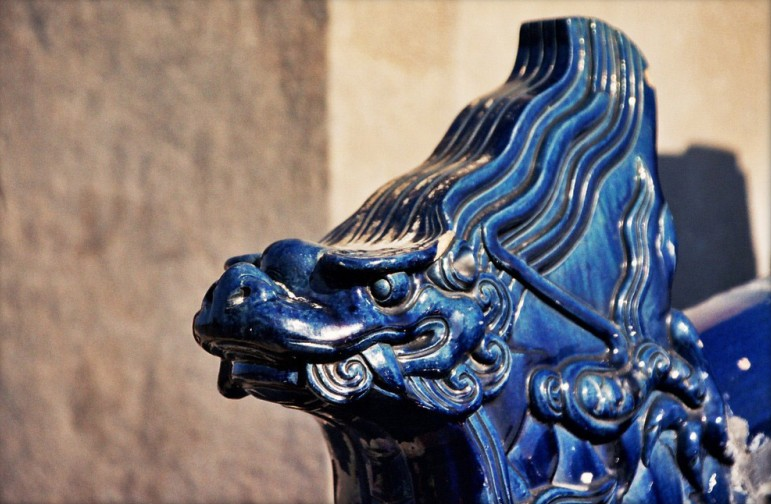
Detalle de un dragón.

Aquí es donde los emperadores rendían homenaje a sus antepasados. Se trata de una edificación muy parecida al Salón de la Oración por la Buena Cosecha, aunque de un tamaño menor: 19 metros de alto por 15,6 de diámetro.
La Bóveda está rodeada por el muro del eco, una singular construcción redonda de unos 60 metros de diámetro. Uno puede colocarse en cualquier punto del muro y su voz oírse claramente en el punto opuesto ya que el sonido se transmite recorriendo la pared.

## Altar para Orar por los Granos
Este altar consiste en un promontorio redondo de piedra con tres capas; con una altura de 5.2 metros, 91 metros de diámetro en su capa inferior, 80 metros en su capa del medio y 68 metros de la capa superior. Ocupa un área de 5900 metros cuadrados. Cada capa fue construida con el estilo del trono sumeru, con tallados muy finos y gárgolas de desagϋe en forma de cabeza de dragón, y 8 escalones a los 4 lados. Encima del promontorio se sienta el Palacio para las Rogativas de Buenas Cosechas, el edificio princidel Templo del Cielo.pal de este sector, el más conspicuo 

## El Salón de la Abstinencia
Se trata de un bloque de edificios con dos patios interiores. Está formado por el Salón Sin Vigas y el dormitorio, la torre campanero, el quiosco de guardia, el corredor patrullero, doble muro de circunvalación con dos fosos de protección. Pasando el primer foso, se encuentra el muro exterior, junto a este está el corredor patrullero. El Segundo foso y el muro interior quedan en el centro del patio, adentro está el Salón Sin Vigas, con tejado a dos aguas de pendiente quebrada color verde. Las tejas verdes eran colocadas en la dinastía Qing. El edificio es de estructura de ladrillos y tejas originalmente hechas en la dinastía Ming, con cinco módulos de ancho, era el lugar de espera para la hora de la ceremonia. El biombo y el trono en el centro del Salón son reliquias de la dinastía Qing. Arriba del trono está colgado un tablero con inscripción de manuscrito del Emperador Qianlong “Reverendo el Cielo Inmenso”, con lo que expresaba su respeto al cielo.

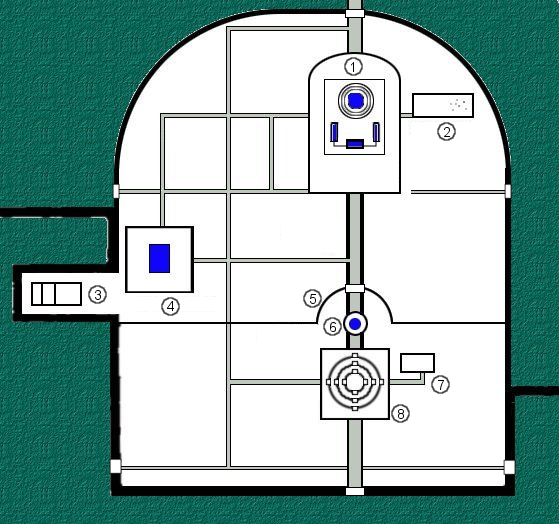
Mapa del Templo del Cielo. Leyenda: 1 = Pabellón de la oración por las Buenas Cosechas; 2 = Grupo de las siete estrellas de piedra; 3 = Almacén de instrumentos de música; 4 = Palacio del ayuno; 5 = Muro del Eco; 6 = Bóveda Imperial del Cielo; 7 = Almacenes divinos; 8 = Altar circular.